# 巴江 (越南)
巴江（越南语：／），亦译沱浪江、多朗河，是越南中南沿海地區的一条河流。发源于西原玉若山，自西北向东南流经广义、嘉莱、多樂三省，最终在舊绥和市东隅注入南海。

## 地理
巴江发源于安南山脉广义省的玉若山（Núi Ngọc Rô），随后向南流入嘉莱省舊克邦縣、得婆縣、安溪市社、公則若縣、亞巴縣、阿雲巴市社和克容巴縣，并在阿云巴接纳支流阿云河，流向也逐渐由自北向南转为自西北向东南。流入多樂省后，巴江先后流经舊山和縣、馨江县、西和县、富和縣、东和市社以及绥和市，并接纳歌磊江、馨江等支流:42-43，最终在绥和市东隅的沱演海口注入南海。受到海岸侵蚀、中上游泥沙淤积的影响，沱演海口近年有缩小的趋势。

## 水利资源
巴江水力资源丰富，该河流装机容量约709百萬瓦，年发电量约为3095百萬瓩每小时。馨江水电站位于流域内。